# Oorlogsbegraafplaats van Hannover
De oorlogsbegraafplaats van Hannover, lokaal ook bekend als het Limmer War Cemetery,) is een Britse militaire begraafplaats beheerd door de Commonwealth War Graves Commission (CWGC), die de begraafplaats heeft ingeschreven als Hanover War Cemetery. Het kerkhof is gelegen in de onmiddellijke nabijheid van de Duitse stad Hannover, met name te Seelze.

## Geschiedenis
In het begin van de vijftiger jaren werd de begraafplaats gebouwd. De initiële bedoeling was dat ze als laatste rustplaats zou dienen voor gesneuvelden van het Gemenebest. Hiertoe werden graven uit verschillende begraafplaatsen samengebracht. Bij afwerking zou de begraafplaats plaats bieden aan 2451 soldaten, voornamelijk van de Royal Air Force. Vandaag telt de begraafplaats 2345 graven. De bijkomende graven zijn van nadien teruggevonden of verplaatste gesneuvelden of graven van Brits militairen en hun familieleden die zijn overleden tijdens hun dienst in Britse zone in Duitsland na de Tweede Wereldoorlog. Hierdoor komt het dat dit zo goed als de enige Gemenebest begraafplaats is waar ook kinderen begraven zijn.

## Inrichting en architectuur
De standaardbeginselen van de CWGC werden bij de inrichting van deze begraafplaats toegepast. Zo is er een centrale as met enerzijds de "Stone of Remembrance" (altaarsteen) met de inscriptie "Their Name Liveth For Evermore" en anderzijds het "Cross of Sacrifice" (Offerkruis) ord, the central axis of the cemetery. De zandstenen grafstenen zijn gelijk gericht met deze centrale visuele as en geven de name, regiment en insigne, rang en sterfdatum weer. De graven krijgen geen orde overeenkomstig rang of origine om zo gestalte te geven aan het beginsel dat iedereen in de dood gelijk is. De begraafplaats werd ontworpen door de CWGC architect Philip Hepworth.